# Liste der Kulturdenkmäler in Forst an der Weinstraße
In der Liste der Kulturdenkmäler in Forst an der Weinstraße sind alle Kulturdenkmäler der rheinland-pfälzischen Ortsgemeinde Forst an der Weinstraße aufgeführt. Grundlage ist die Denkmalliste des Landes Rheinland-Pfalz (Stand: 19. Dezember 2024).

## Denkmalzonen
| Bezeichnung          | Lage                                                            | Baujahr                 | Beschreibung | Bild                           |
| -------------------- | --------------------------------------------------------------- | ----------------------- | --- | ------------------------------ |
| Denkmalzone Ortskern | Im Kirchenstück, Wassergasse, Weinstraße 24–118 und 29–119 Lage | 17. bis 19. Jahrhundert | Ausdehnung des Einstraßendorfes um 1850, reiches einheitlich gewachsenes Winzerdorf, Winzerhöfe meist vom Typus des unvollständigen Dreiseithofes, Hofanwesen des 17. bis 19. Jahrhunderts | weitere Bilder Fotos hochladen |

## Einzeldenkmäler
| Bezeichnung                                         | Lage                                                      | Baujahr                                | Beschreibung | Bild                           |
| --------------------------------------------------- | --------------------------------------------------------- | -------------------------------------- | --- | ------------------------------ |
| Moßbacher Hof                                       | Weinstraße 23 Lage                                        | 1854                                   | blockhafter spätklassizistischer Putzbau mit Kniestock, bezeichnet 1854, vier Sandsteinputti, Mitte des 18. Jahrhunderts; ortsbildprägend | weitere Bilder Fotos hochladen |
| Hofanlage                                           | Weinstraße 24 Lage                                        | frühes 19. Jahrhundert                 | Winzerhof, frühes 19. Jahrhundert; klassizistischer Walmdachbau, um 1810; Gartenpavillon, 19. Jahrhundert | weitere Bilder Fotos hochladen |
| Villa                                               | Weinstraße 29 Lage                                        | 1880                                   | eingeschossige neubarocke Mansardwalmdach-Villa, 1880 | weitere Bilder Fotos hochladen |
| Rat- und Schulhaus                                  | Weinstraße 39 Lage                                        | um 1833                                | ehemaliges Winzergehöft, um 1833, Umbau zu Rathaus (ehemaliges Wohnhaus) und Schule (Nebengebäude) 1893; stattlicher klassizistischer Krüppelwalmdachbau | weitere Bilder Fotos hochladen |
| Torfahrt                                            | Weinstraße, an Nr. 40 Lage                                | 1606                                   | Torfahrt, bezeichnet 1606, Türblätter 18. Jahrhundert | Fotos hochladen                |
| Hofanlage                                           | Weinstraße 43 Lage                                        | erste Hälfte des 18. Jahrhunderts      | Winzerhof, erste Hälfte des 18. Jahrhunderts; barocker Mansardwalmdachbau, bezeichnet 1729, Hoftor bezeichnet 1726, Wirtschaftsgebäude mit Krüppelwalmdächern, ehemaliges Gesindehaus mit Stallungen, bezeichnet 1830, Verbindungstrakt 1900, Hausgarten mit Pfosten, 18. Jahrhundert | weitere Bilder Fotos hochladen |
| Hofanlage                                           | Weinstraße 44/46 Lage                                     | zweite Hälfte des 18. Jahrhunderts     | stattlicher Winzerhof, zweite Hälfte des 18. Jahrhunderts; zweigeteiltes Wohnhaus mit Krüppelwalmdach bzw. eingeschossig mit ausgebautem Dachstuhl, Hoftor bezeichnet 1784; in der Gartenmauer barocker Inschriftstein | weitere Bilder Fotos hochladen |
| Hofanlage                                           | Weinstraße 50 Lage                                        | frühes 19. Jahrhundert                 | kleiner Winzerhof, frühes 19. Jahrhundert; nachbarockes Wohnhaus mit Krüppelwalmdach, Torfahrt bezeichnet 1801, Wirtschaftsgebäude mit älteren Resten, ehemaliger Stall bezeichnet 1725 | weitere Bilder Fotos hochladen |
| Hofanlage                                           | Weinstraße 51 Lage                                        | 1828                                   | Winzerhof; spätklassizistischer Krüppelwalmdachbau, Rundbogentor und Kellerabgang bezeichnet 1828, ehemaliges Kelterhaus und Remise 1879 | weitere Bilder Fotos hochladen |
| Weingut                                             | Weinstraße 53 und 56 Lage                                 | 18. und 19. Jahrhundert                | Winzergut, bestehend aus zwei Hofanlagen, 18. und 19. Jahrhundert; Nr. 53 herrschaftlicher spätbarocker Mansarddachbau, bezeichnet 1770, eingeschossiger spätklassizistischer Anbau; Hoftor bezeichnet 1806; Verwalterhaus, erste Hälfte des 19. Jahrhunderts, Umbau 1879, Scheune und Stall 1820er Jahre; Nr. 56 spätklassizistischer Walmdachbau mit Kniestock, 1852, Wirtschaftsgebäude 19. Jahrhundert; sogenanntes „Oehlsches Anwesen“, wohl frühes 19. Jahrhundert, Ausbau zweite Hälfte des 19. Jahrhunderts; Rundbogentor, bezeichnet 1690; im Garten mit Pforte, um 1800, klassizistischer Pavillon, Mitte des 19. Jahrhunderts | weitere Bilder Fotos hochladen |
| Weingut Lindenhof                                   | Weinstraße 54/55 Lage                                     | erste Hälfte des 19. Jahrhunderts      | Doppelanwesen, erste Hälfte des 19. Jahrhunderts; Wohnhäuser mit spätklassizistischen Putzfassaden, Nr. 54 bezeichnet 1841, Nr. 55 1845/46, Wirtschaftsgebäude, unter anderem von 1899 und bezeichnet 1848 | weitere Bilder Fotos hochladen |
| Wohnhaus                                            | Weinstraße 57 Lage                                        | 1802                                   | anspruchsvoller frühklassizistischer Walmdachbau mit Giebelrisalit, Hoftore bezeichnet 1802 und 1803 | weitere Bilder Fotos hochladen |
| Hofanlage                                           | Weinstraße 58 Lage                                        | erste Hälfte des 19. Jahrhunderts      | Winzerhof, erste Hälfte des 19. Jahrhunderts; eineinhalbgeschossiges klassizistisches Wohnhaus, 1839, Wirtschaftsgebäude 1847, weiteres Wohnhaus auf hohem Keller, frühes 19. Jahrhundert | Fotos hochladen                |
| Hofanlage                                           | Weinstraße 60–62 Lage                                     | ab 1605                                | kleine Hofanlage; Renaissancetor ehemals bezeichnet 1605, Fachwerkgeschoss 18. Jahrhundert; Rundbogentor; im Hof Wohnhaus, wohl aus dem 17. Jahrhundert, bezeichnet 1714, Fachwerkobergeschoss wohl zeitgleich | Fotos hochladen                |
| Architekturteile                                    | Weinstraße, an Nr. 63 Lage                                | um 1596                                | Wappenstein, bezeichnet 1596; Teile der Außenwände, Sandsteingewände des Hofeingangs und kreuzgratgewölbter Hochkeller des zeitgleichen Hauses; gusseisernes Hoftor, um 1880 | weitere Bilder Fotos hochladen |
| Gemeinde- und Schulhaus                             | Weinstraße 64/65 Lage                                     | 1755                                   | Nr. 65 ehemaliges Gemeinde- und Schulhaus, Krüppelwalmdachbau, 1755; bei Nr. 64 Gemeindewachthäuschen, eingeschossiger Zeltdachbau, 1822 | weitere Bilder Fotos hochladen |
| Weingut                                             | Weinstraße 66/68 Lage                                     | ab 1732                                | Doppelanwesen; Putzbauten über hohem Keller, Nr. 66 bezeichnet 1772, Wirtschaftsgebäude, eines bezeichnet 1732; Nr. 68 bezeichnet 1807, teilweise älter (bezeichnet 1766), Kniestock und Satteldach spätes 19. Jahrhundert; Wirtschaftshof, Speicherbau bezeichnet 1741, Erweiterung im 19. Jahrhundert; im Garten Gartenhaus, Teehaus mit Zeltdach, Reste einer Pergola; zugehöriger Wingert „Im Kirchenstück“, in der Abschlussmauer Cyriakus-Relief, bezeichnet 1937, von Fritz Herrfurth | weitere Bilder Fotos hochladen |
| Hofanlage                                           | Weinstraße 67 Lage                                        | um 1820                                | Dreiseithof; Krüppelwalmdachbau, um 1820, nachbarocker ehemaliger Vorbehalt, teilweise Fachwerk, bezeichnet 1803, Rundbogentor bezeichnet 1711, Keller im Hang, bezeichnet 1825, Gartenpforte bezeichnet 1708; ortsbildprägend | weitere Bilder Fotos hochladen |
| Katholische Pfarrkirche St. Margareta               | Weinstraße 69 Lage                                        | 15. Jahrhundert                        | barocker Saalbau, 1723 mit Teilen des spätgotischen Vorgängers, 15. Jahrhundert, Westturm, Rotsandsteinquaderbau, bezeichnet 1767; auf dem Kirchhof barockes Friedhofskreuz, bezeichnet 1730, Wiederkreuz bezeichnet 1727; zwei Sandsteinskulpturen, um 1700 | weitere Bilder Fotos hochladen |
| Ehrenhalle für die Gefallenen des Ersten Weltkriegs | Weinstraße, bei Nr. 69 Lage                               | 1920er Jahre                           | beim Vorplatz der Pfarrkirche Ehrenhalle für die Gefallenen des Ersten Weltkriegs, 1920er Jahre, Architekten W. Schönwetter und O. Schaltenbrand, Bildhauer William Ohly, nach 1945 erweitert | Fotos hochladen                |
| Treppenturm und Portal                              | Weinstraße, an Nr. 70 Lage                                | 16. Jahrhundert                        | Treppentürmchen, 16. Jahrhundert, im Wohnhaus von 1872; reiches Renaissance-Portal, bezeichnet 1613 | weitere Bilder Fotos hochladen |
| Hofanlage                                           | Weinstraße 71/72 Lage                                     | erste Hälfte des 18. Jahrhunderts      | spätbarocker Winzerhof, erste Hälfte des 18. Jahrhunderts; eingeschossiges Hochkellerhaus mit ausgebautem Mansarddach, bezeichnet 1736, Kelter- und Stalltrakt, bezeichnet 1741, ehemaliges Nebengebäude, im Kern 18. Jahrhundert, Aufstockung und Erweiterung wohl frühes 19. Jahrhundert; ehemaliger Wingert, in der Abschlussmauer Mannpforte, bezeichnet 1741, Toranlage bezeichnet 1736 | weitere Bilder Fotos hochladen |
| Wohnhaus                                            | Weinstraße 74 Lage                                        | 1787                                   | spätbarockes Hochkellerhaus mit Torfahrt, bezeichnet 1787, Pforte in der Wingertmauer, bezeichnet 1773 | weitere Bilder Fotos hochladen |
| Winzerhof                                           | Weinstraße 78 Lage                                        | erste Hälfte des 19. Jahrhunderts      | Winzerhof, erste Hälfte des 19. Jahrhunderts; eingeschossiger Krüppelwalmdachbau über Hochkeller, bezeichnet 1836, Nebengebäude, teilweise mit barocken Spolien | weitere Bilder Fotos hochladen |
| Hofanlage                                           | Weinstraße 80 Lage                                        | 1830er Jahre                           | Winzerhof, 1830er Jahre mit älteren Teilen; eingeschossiges klassizistisches Hochkellerhaus, Wirtschaftsgebäude 19. Jahrhundert und 1891 | weitere Bilder Fotos hochladen |
| Gartenmauer und Grenzstein                          | Weinstraße, zwischen Nr. 80 und 85b Lage                  | 1758                                   | Bruchsteingartenmauer mit barocker Pforte mit Wamboldter Wappen, bezeichnet 1758; ehemaliger Grenzstein, Wappen der Familie Hutter, wohl aus dem 16. oder 17. Jahrhundert | weitere Bilder Fotos hochladen |
| Wohnhaus                                            | Weinstraße 81 Lage                                        | zweite Hälfte des 18. Jahrhunderts     | spätbarocker Krüppelwalmdachbau, zweite Hälfte des 18. Jahrhunderts | weitere Bilder Fotos hochladen |
| Wohnhaus                                            | Weinstraße 82 Lage                                        | 1819                                   | klassizistischer Krüppelwalmdachbau, 1819, Architekt Baukondukteur Marggraf | weitere Bilder Fotos hochladen |
| Hof der Freiherren Wambolt von Umstadt              | Weinstraße 83 und 84 Lage                                 | spätes 16. oder frühes 17. Jahrhundert | ehemaliger Hof der Freiherren Wambolt von Umstadt; Nr. 84 sogenanntes Altes Schlössel, repräsentativer Renaissancebau, spätes 16. oder frühes 17. Jahrhundert, Umbau, unter anderem Krüppelwalmmansarddach, Aufstockung des Treppenturms 1759; zweites Wohnhaus, spätbarocker Mansarddachbau, wohl aus dem fortgeschrittenen 18. Jahrhundert; Hoftor bezeichnet 1886, Wirtschaftsgebäude, bezeichnet 1844 und 1847 | weitere Bilder Fotos hochladen |
| Toranlage                                           | Weinstraße, an Nr. 86 Lage                                | 1765                                   | barocke Toranlage, bezeichnet 1765 | Fotos hochladen                |
| Hofanlage                                           | Weinstraße 87 Lage                                        | ausgehendes 18. Jahrhundert            | Winzerhof, ausgehendes 18. Jahrhundert; Hochkellerhaus mit Torfahrt, bezeichnet 1789 | weitere Bilder Fotos hochladen |
| Wohnhaus                                            | Weinstraße 88/89 Lage                                     | Ende des 18. Jahrhunderts              | Hochkellerhaus, Ende des 18. Jahrhunderts; im Hof Reste eines Vorgängerbaus, 17. Jahrhundert, Fachwerkobergeschoss 18. Jahrhundert | weitere Bilder Fotos hochladen |
| Wohnhaus                                            | Weinstraße 90/92 Lage                                     | 1811                                   | Kleinwinzerhaus, bezeichnet 1811 | Fotos hochladen                |
| Türpfosten                                          | Weinstraße, an Nr. 93 Lage                                | 1595                                   | ehemaliger Türpfosten, Wappenstein, wohl von 1595 | weitere Bilder Fotos hochladen |
| Torfahrt                                            | Weinstraße, an Nr. 104 Lage                               | 1800                                   | Torfahrt, bezeichnet 1800 | Fotos hochladen                |
| Wohnhaus                                            | Weinstraße 107 Lage                                       | 1708                                   | Fachwerkwohnhaus auf massivem Sockel, bezeichnet 1708 | weitere Bilder Fotos hochladen |
| Wohnhaus                                            | Weinstraße 109 Lage                                       | Ende des 18. Jahrhunderts              | eingeschossiges Wohnhaus über tonnengewölbtem Keller, Ende des 18. Jahrhunderts | weitere Bilder Fotos hochladen |
| Wohnhaus                                            | Weinstraße 114 Lage                                       | 1805                                   | Hochkellerhaus, bezeichnet 1805 | weitere Bilder Fotos hochladen |
| Friedhof                                            | nördlich des Ortes an der L 516; Flur Im Langkammert Lage | 1814/15                                | Friedhof 1814/15 angelegt, alte Ummauerung, zwei Sandsteinpfeiler, um 1830/40; nachbarockes Friedhofskreuz, um 1815; Grabmäler: P. H. Jordan († 1830), klassizistisch; J. J. Spindler († 1884), neubarock von Gottfried Renn, Speyer; Wilhelm Spindler († 1927), neubarock; J. A. Steinmetz († 1869), spätklassizistisch, um 1885 von Gottfried Renn, Speyer; Chr. Biebel († 1875); M. Schellhorn († 1826), spätklassizistisch, von J. C. Korwan, Mannheim; Matth. Schellhorn († 1859), gotisierend | weitere Bilder Fotos hochladen |